# Våler (Østfold)
Våler ist eine Kommune im norwegischen Fylke Østfold. Die Kommune hat 6162 Einwohner (Stand: 1. Januar 2025). Verwaltungssitz ist die Ortschaft Kirkebygda. Im Fylke Innlandet gibt es eine gleichnamige Kommune.

## Geografie
Våler liegt im Nordwesten des Fylkes Østfold. Die Kommune grenzt im Norden an die Kommune Indre Østfold, im Osten an Skiptvet, im Südosten an Sarpsborg, im Südwesten an Råde, im Osten an Moss und  im Nordwesten an Vestby. Die Grenze zwischen Vestby und Våler stellt zugleich die Grenze zwischen Østfold und dem Fylke Akershus dar. An der Grenze zu Råde und Moss liegt der Vansjø. Mehrere der im Vansjø liegenden Inseln, unter anderem die Gressøya und die Gudøya, gehören zur Kommune Våler. In den See mündet die Hobølelva, die Våler in Nord-Süd-Richtung durchfließt. Die Gesamtfläche der Kommune beträgt 256,95 km², wobei Binnengewässer zusammen 18,05 km² ausmachen.
Die Landschaft ist durch den Wechsel von bewaldeten hügeligen Gebieten und flacheren landwirtschaftlich genutzten Flächen, insbesondere entlang der Hobølelva, geprägt. Die größten Wälder liegen im Norden und Osten der Kommune. Die Erhebung Taraldrudåsen stellt mit einer Höhe von 225,31 moh. den höchsten Punkt der Kommune Våler dar und liegt an der Grenze zu Skiptvet im Osten der Kommune.

## Einwohner
Die Anzahl der Einwohner steigt seit den 1950er-Jahren an. Die Einwohner leben relativ gleichmäßig über das Gemeindeareal verteilt. In der Kommune liegen mehrere sogenannte Tettsteder, also mehrere Ansiedlungen, die für statistische Zwecke als eine städtische Siedlung gewertet werden. Diese sind Kirkebygden mit 1612, Våk mit 960, Svinndal mit 608 und Rød mit 1054 Einwohnern (Stand: 1. Januar 2024).
Die Einwohner der Gemeinde werden Vålersokning genannt. Offizielle Schriftsprache ist wie in vielen Kommunen in Østfold Bokmål, die weiter verbreitete der beiden norwegischen Sprachformen.
| Jahr          | 1986 | 1990 | 1995 | 2000 | 2005 | 2010 | 2015 | 2020 | 2025 |
| ------------- | ---- | ---- | ---- | ---- | ---- | ---- | ---- | ---- | ---- |
| Einwohnerzahl | 3594 | 4070 | 4015 | 4059 | 4020 | 4472 | 5100 | 5736 | 6162 |

## Geschichte
Die Kommune Våler entstand bei der Einführung der kommunalen Selbstverwaltung, die mit den Formannskapslovene im Jahr 1838 eingeführt worden ist. Die Grenzen blieben seitdem unverändert. Von 2020 bis 2023 gehörte Våler dem Fylke Viken an, in dem Østfold im Zuge der Regionalreform in Norwegen aufging, bevor das Fylke Østfold Anfang 2024 erneut gegründet wurde.
Die Kirche von Våler (Våler kirke) ist eine mittelalterliche Steinkirche. Eine weitere Kirche in der Kommune ist die Svinndal kirke. Die Holzkirche wurde im Jahr 1856 nach Plänen des Architekten Christian Heinrich Grosch erbaut, nachdem zwei Jahre zuvor die alte Kirche in Svinndal niedergebrannt war.

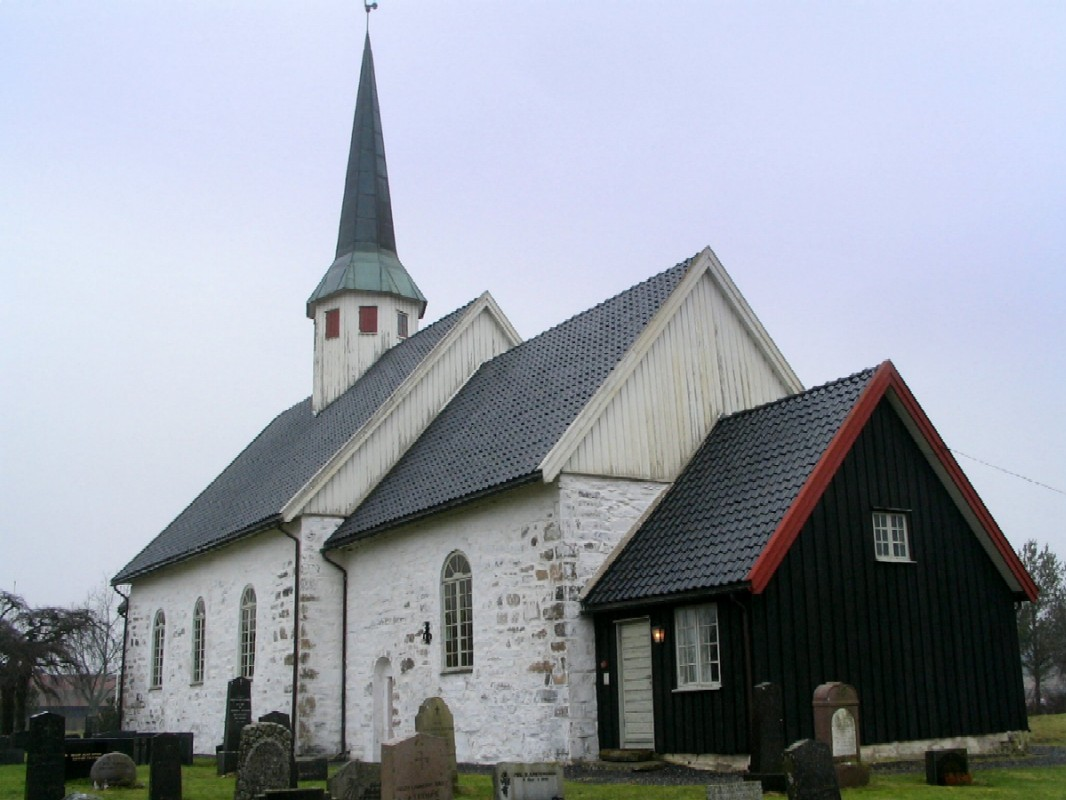
Kirche von Våler
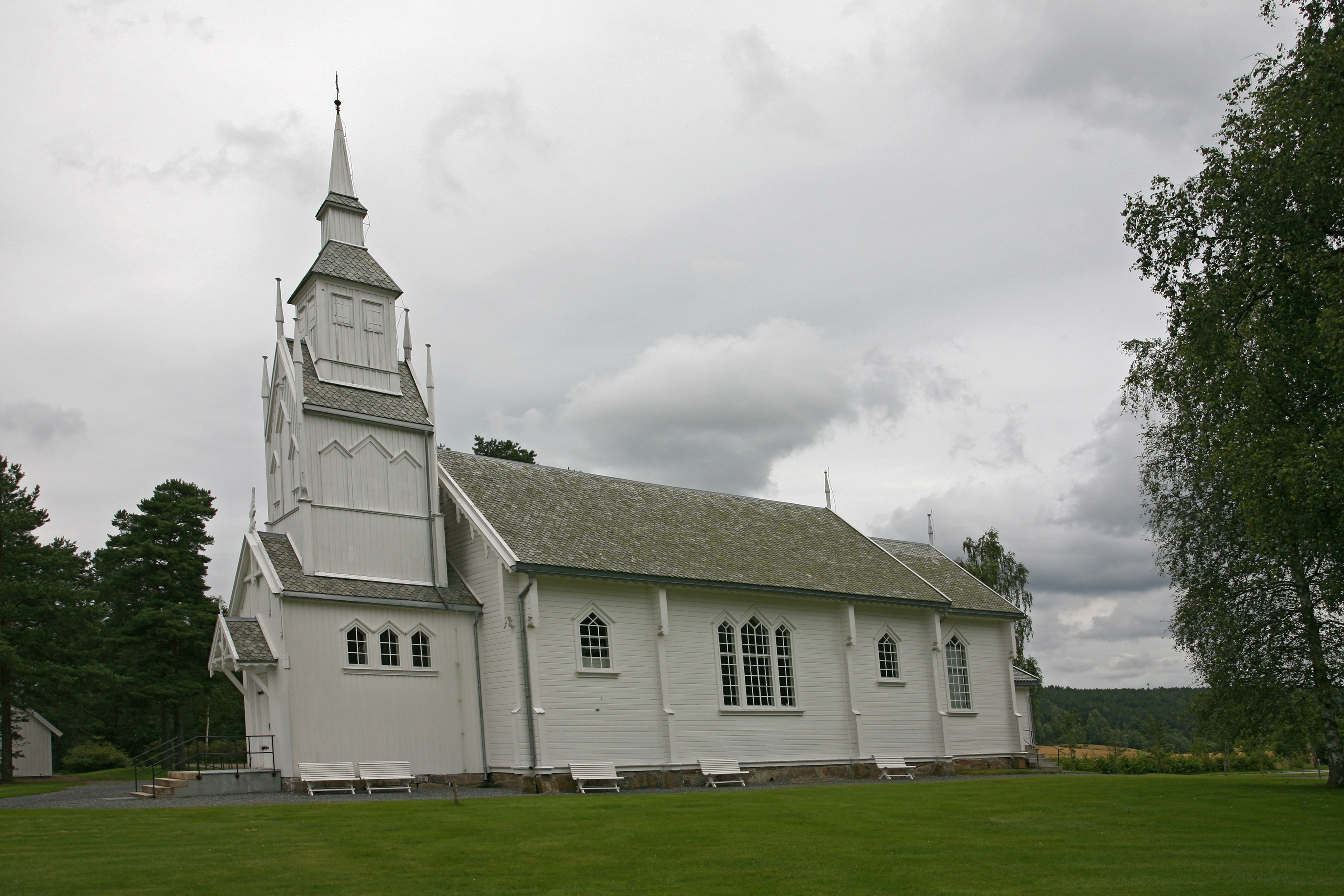
Kirche von Svinndal

## Wirtschaft und Infrastruktur

### Verkehr
Die Kommune Våler wird von mehreren Straßen mit Fylkesvei-Status durchquert. Der Fylkesvei 120 verläuft durch den Westen der Kommune und stellt in Richtung Südwesten die Anbindung an die Stadt Moss her. Dort mündet die Straße in die Europastraße 6 (E6). Im Westen der Kommune zweigt der Fylkesvei 115 vom Fylkesvei 120 ab. Der Fylkesvei 115 durchquert Våler in Richtung Osten und führt weiter in die Nachbarkommune Skiptvet. Auf Höhe von Kirkebygda stellt der Fylkesvei 121 eine Verbindung zwischen dem Fylkesvei 115 und dem Fylkesvei 120 her. Vom Fylkesvei 115 aus führt unter anderem der Fylkesvei 114 in den Süden zur Stadt Sarpsborg.

### Wirtschaft
Die Landwirtschaft in der Kommune ist geprägt vom Anbau von Getreide und der Rinderhaltung. Von größerer Bedeutung ist auch die Forstwirtschaft. Im Jahr 2021 wurden 51.800 m³ Holz geschlagen. Die Industrie beschränkt sich in Våler auf wenige Arbeitsplätze. Die größten Industriezweige sind die Lebensmittelindustrie, die Holzwirtschaft und die mechanische Industrie. Viele der Arbeitsplätze in der Kommune sind hingegen in der öffentlichen Verwaltung und im Dienstleistungssektor verortet.
Im Jahr 2021 arbeiteten von den rund 3030 Arbeitstätigen nur etwa 730 in Våler selbst. Etwa 850 waren in der Nachbarkommune Moss tätig. Die restlichen Arbeitstätigen verteilten sich auf Kommunen wie Oslo, Vestby und Sarpsborg.

## Name und Wappen
Das seit 1986 offizielle Wappen der Kommune ist in zwei Teile unterteilt. Das linke Feld zeigt eine silberne Lilie auf einem blauen Hintergrund. Rechts sind gelbe Sparren zu sehen. Våler wurde um das Jahr 1400 als Valer erwähnt.

## Persönlichkeiten
- Carl Veidahl (1879–1974), Sportschütze
- Albert Nordengen (1923–2004), Politiker, langjähriger Bürgermeister von Oslo